# Festa dell'Esaltazione della Santa Croce (Lucca)
La festa dell'Esaltazione della Santa Croce è la principale festa dell'arcidiocesi di Lucca. La festa inizia dai vespri del 13 settembre e comprende la giornata del 14. È celebre soprattutto per la processione notturna a lume di candela detta La Luminara bella.

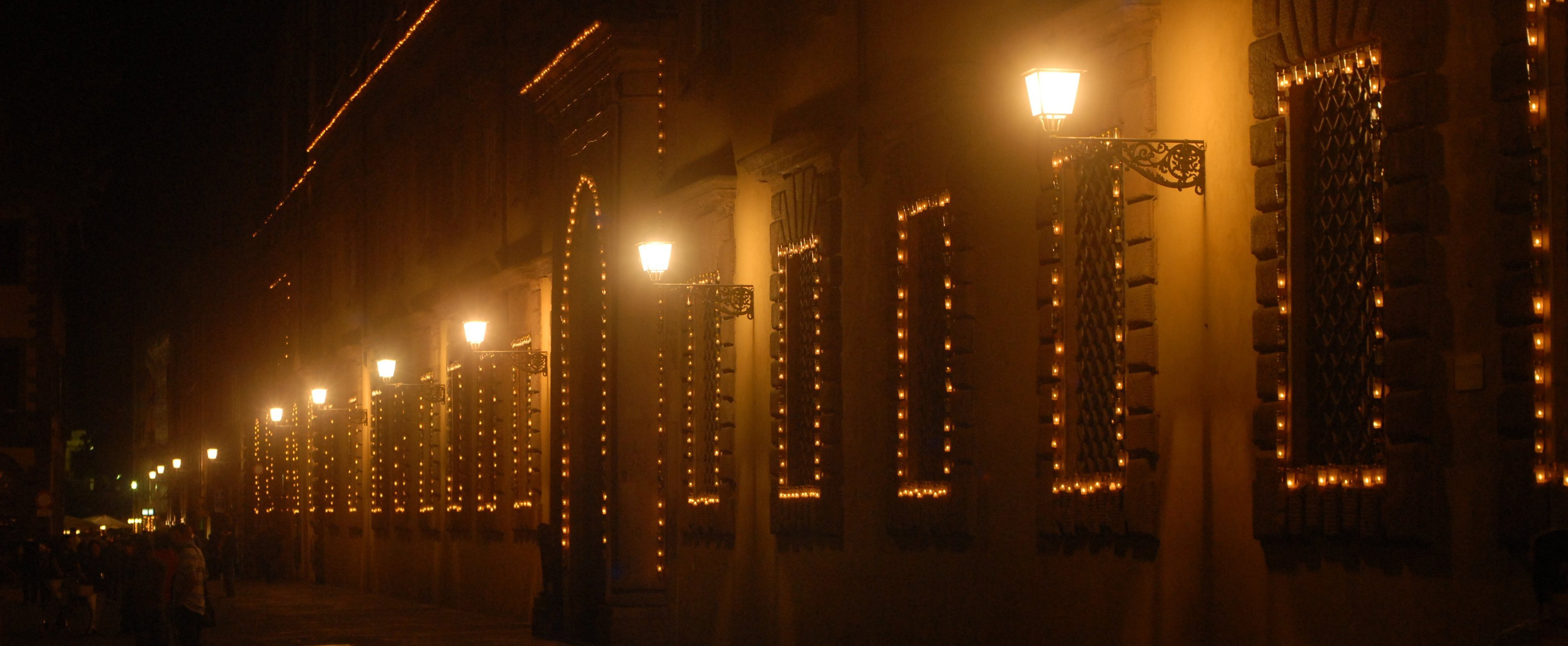
Un palazzo illuminato

## Storia

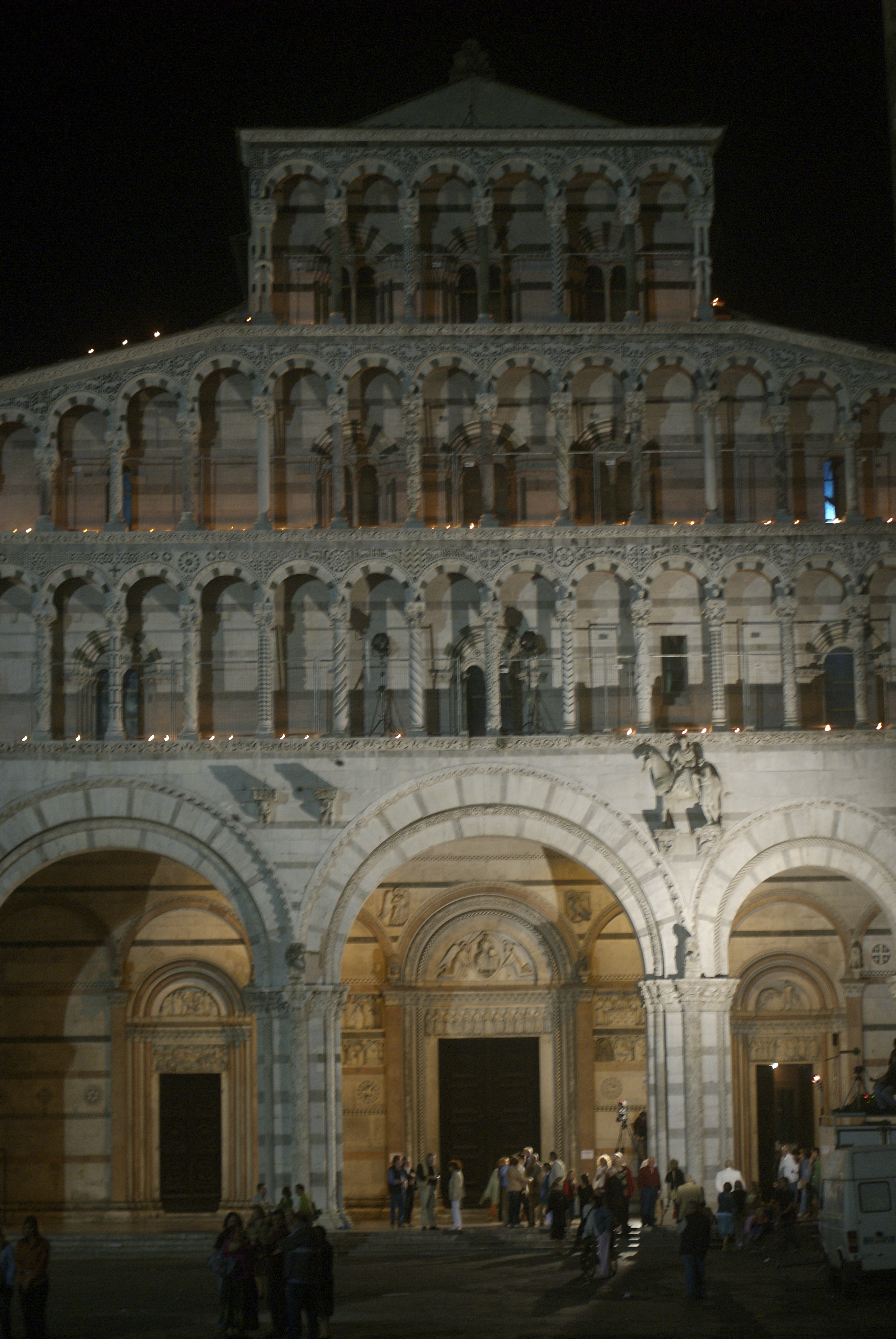
La facciata del duomo di Lucca illuminata la sera della processione

La particolare enfasi con cui a Lucca si celebra la festa è dovuta al millenario culto del Volto Santo di Lucca, il grande crocifisso ligneo venerato nella cattedrale che ha finito per spodestare de facto i  patroni ufficiali della città, san Martino e san Paolino di Lucca. Simili occasioni non prevedevano, come nelle processioni tradizionali, il trasporto dell'immagine venerata, bensì un vero e proprio corteo di omaggio che si recava cerimonialmente di fronte all'Immagine. 
La processione attuale è quindi l'ultima testimonianza di un'antica usanza diffusa in tutte le maggiori città del medioevo in cui le popolazioni soggette si impegnavano, al momento della sottomissione, a portare un tributo di cera, in tempi in cui la cera d'api era un articolo di lusso; anche la quantità di cera veniva stabilita in genere nei patti di dedizione, a seconda delle possibilità dell'offerente. Tale offerta veniva presentata in forma solenne, una volta all'anno, alla festività del patrono della città egemone. Tale cera non veniva però subito accesa, ma conservata per provvedere all'illuminazione del simulacro per l'anno successivo.
Un simile cerimoniale ha origini antichissime, molto anteriori alla diffusione del Cristianesimo; un classico esempio è la cerimonia della consegna del peplo alla fine della processione panatenaica, che si concludeva davanti al grande altare di Atena vicino al Partenone, sull'Acropoli di Atene
Le origini della festa sono anch'esse molto antiche; la prima menzione della data del 14 settembre come scadenza legale è del 1118 . Intorno a questa data la ricorrenza divenne la principale della città. La partecipazione, fra i 14 ai 70 anni d'età, fu resa obbligatoria, e si cominciarono a fissare le obbligazioni delle comunità soggette. Alla fine del XIV secolo la processione aveva raggiunto una grande ricchezza; l'offerta della cera aveva scatenato una gara di prestigio e venivano portati in processione e appesi di fronte all'immagine, ancora nella cappella precedente all'attuale tempietto, veri e propri  castelli costituiti da numerosissime candele, artisticamente disposte e decorate. Alcune cronache parlano di offerte complessive di tonnellate di cera.

## La processione

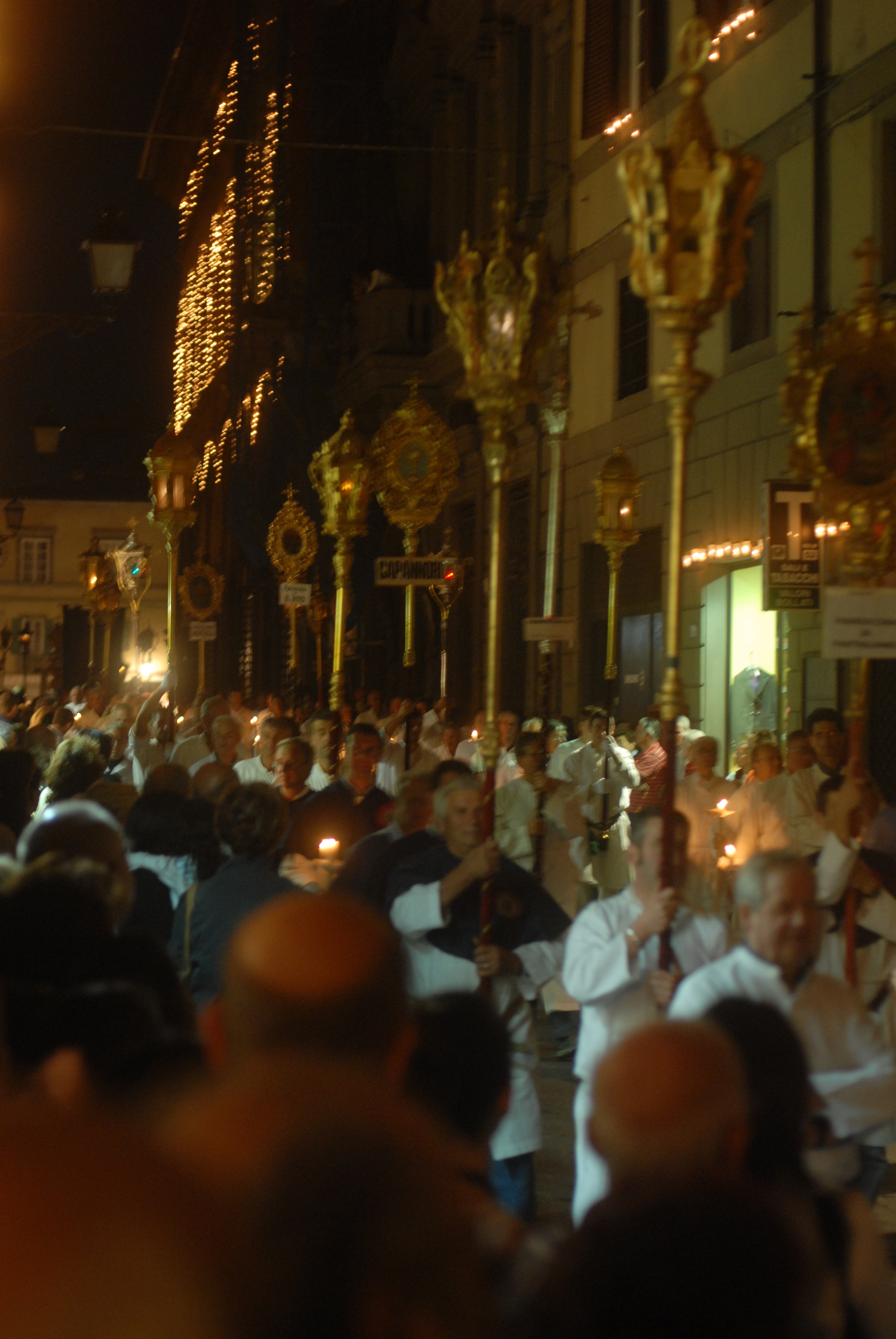
La processione in via Vittorio veneto

La lunghissima teoria dei partecipanti segue il tradizionale percorso che uscendo dalla basilica di San Frediano conduce alla cattedrale. Al momento in cui la testa della processione entra in duomo la coda è ancora all'interno di San Frediano. Questo è il percorso:
- piazza San Frediano,
- via Fillungo
- via Roma
- piazza San Michele
- via Vittorio Veneto
- piazza Grande
- piazza del Giglio
- via del Duomo
- piazza San Giovanni
- piazza San Martino.

Alla processione intervengono tutte le parrocchie dell'Arcidiocesi, con i loro parroci e, ciascuna con in testa il simbolico cero-tributo (acceso). I parrocchiani che lo seguono portano generalmente ceri accesi a loro volta. Lungo tutto il percorso della processione le strutture architettoniche dei palazzi e delle case sono decorati con migliaia di bicchierini che contengono un lumino acceso. Tale tipo di decorazione, una volta molto comune, si conserva ormai usuale solo a Lucca e a Pisa per la festa Luminara di San Ranieri. Intercalate nel lunghissimo corteo sfilano anche bande musicali del circondario. I cori cantano una variante dell'inno detto Lodi alla SS. Croce.
Il corteo processionale, veramente imponente è aperto dallo Stendardo del Volto Santo, di enormi dimensioni, dipinto ad olio dal pittore lucchese Michele Marcucci del 1890; seguito dalla Croce di fiori, ogni anno realizzata dai floricoltori di Viareggio, poi la croce della cattedrale, le associazioni di volontariato e le misericordie, le parrocchie, le confraternite, i religiosi, gli ordini equestri, il seminario arcivescovile. Non essendo presente l'immagine venerata, il vero fulcro della processione è il passaggio dell'arcivescovo, accompagnato dal capitolo metropolitano, spesso insieme a vescovi di diocesi contigue, seguito dalle autorità cittadine, amministrative e militari. Come le autorità religiose sono precedute dalle rappresentanze delle parrocchie, così quelle civili sono seguite dalle rappresentanze delle associazioni laiche e civili, per poi passare a gruppi storici di figuranti in costume.

## Curiosità
La processione riprende il "percorso miracoloso" del Volto Santo. Quando la reliquia fu trasportata da Luni a Lucca, essa fu inizialmente deposta nella chiesa di San Frediano per essere venerata. L'indomani però il Volto Santo fu ritrovato misteriosamente in un orto vicino al duomo di San Martino: questo avvenimento fu interpretato come una precisa indicazione di volontà del Volto Santo e così ancora oggi la reliquia giace nel duomo di Lucca.

## La musica

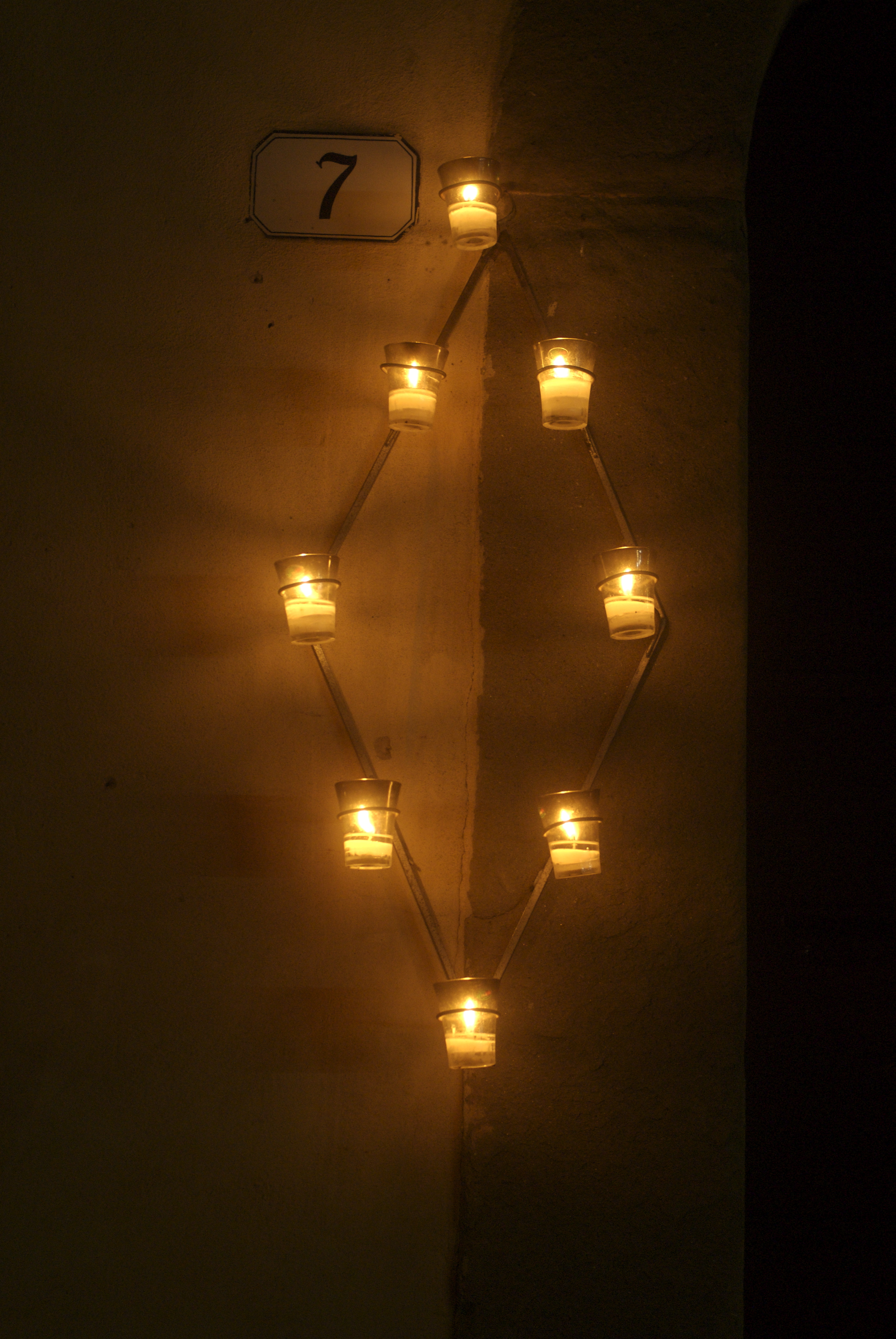
Dettaglio dell'illuminazione di un palazzo

Da qualche anno è stata riesumata la tradizione del mottettone, l'esecuzione di una composizione polifonica, spesso composta per l'occasione da musicisti prevalentemente lucchesi, che chiude le celebrazioni notturne in cattedrale. La musica polifonica è sempre stata una caratteristica della festa, ma un aspetto unico della festa della S. Croce è stata per secoli la musica policorale, cioè un tipo di composizione, di origine barocca, che prevede l'uso di due cori e due organi, che a Lucca finì per diventare prerogativa esclusiva della festa della Santa Croce e sopravvisse ai tentativi di riforma fino ai primi anni del XX secolo. Questo anacronismo attirava un gran numero di ascoltatori e contribuì alla notorietà internazionale delle cerimonie.
Il grande fasto della celebrazione nella città diede luogo nel tempo a una serie di mercati straordinari ed altre iniziative che sfruttavano il grande concorso di pubblico. Col tempo si sono evoluti una serie di eventi fissi che danno vita al cosiddetto settembre lucchese.

## L'inno alla Santa Croce
Durante lo svolgimento della processione, viene cantato dal popolo e accompagnato dalle bande musicali il canto religioso Evviva la croce.
Su te il Volto Santo qual dolce pastore 
 lo sguardo d'amore, oh Lucca posò 

(rit)

Per vie misteriose dai mari d'oriente 
 un braccio potente a noi guidò 

(rit)

La Chiesa di Lucca ha il cuore rivolto 
 anche oggi quel Volto che invia a sperar 

(rit)

La Croce è mistero di morte e di vita 
 la strada ci addita e forza ci dà 

(rit)»
(Lodi alla SS. Croce)